# Prizonieri de război germani în Uniunea Sovietică

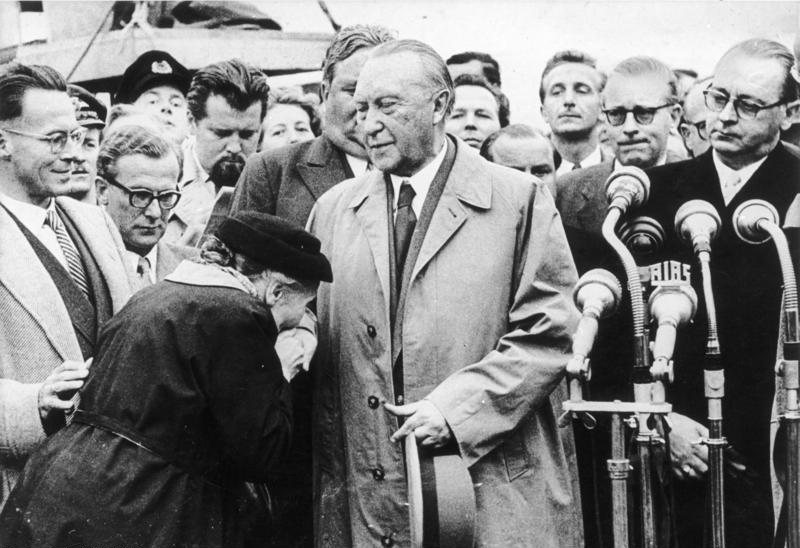
Mama unui prizonier îi mulțumește cancelarului Konrad Adenauer la întoarcerea sa de la Moscova, la 14 septembrie 1955. Adenauer reușise să încheie negocierile pentru eliberarea în Germania, până la sfârșitul anului, a 15.000 de civili și prizonieri de război germani

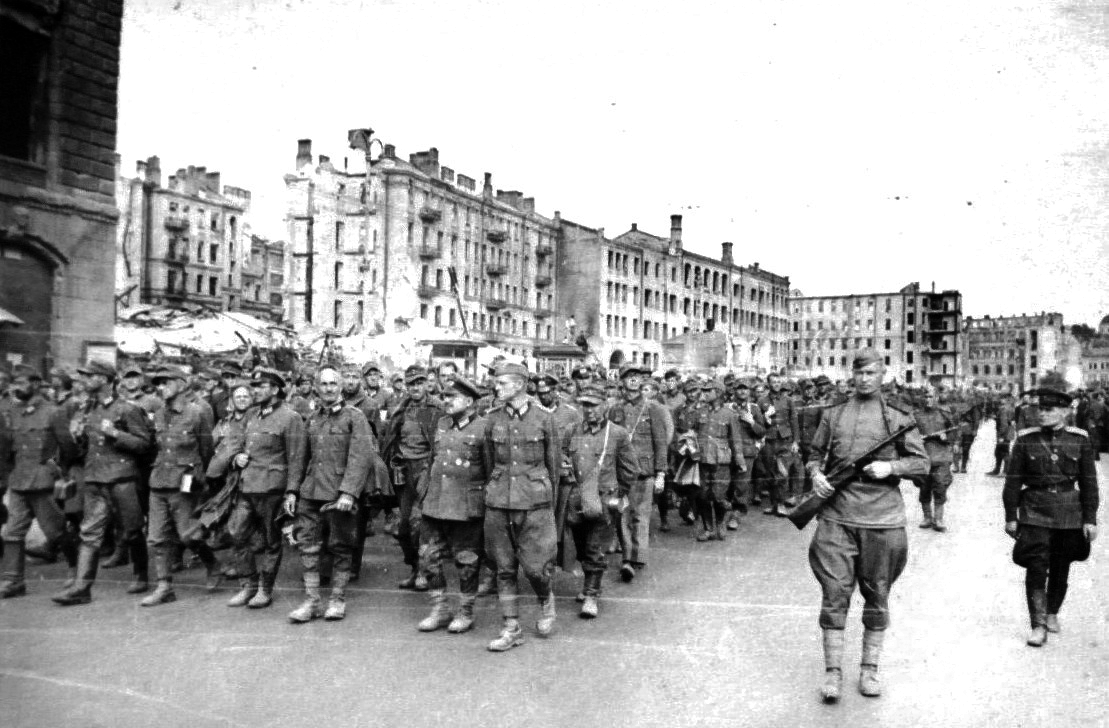
Prizonieri de război germani mărșăluind prin capitala ucraineană Kiev sub paza soldaților Armatei Roșii

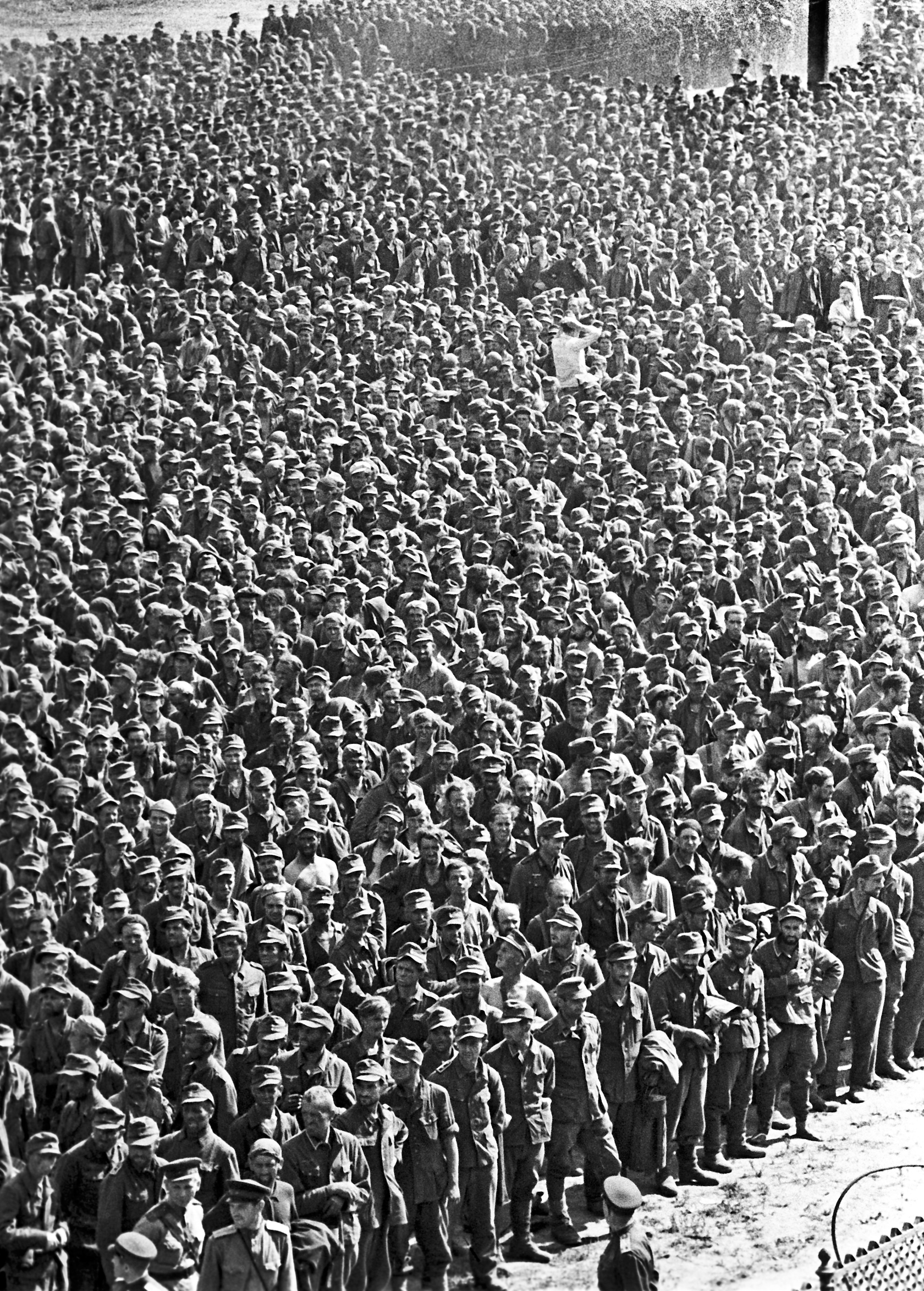
Prizonieri de război germani expuși la Moscova în iulie 1944

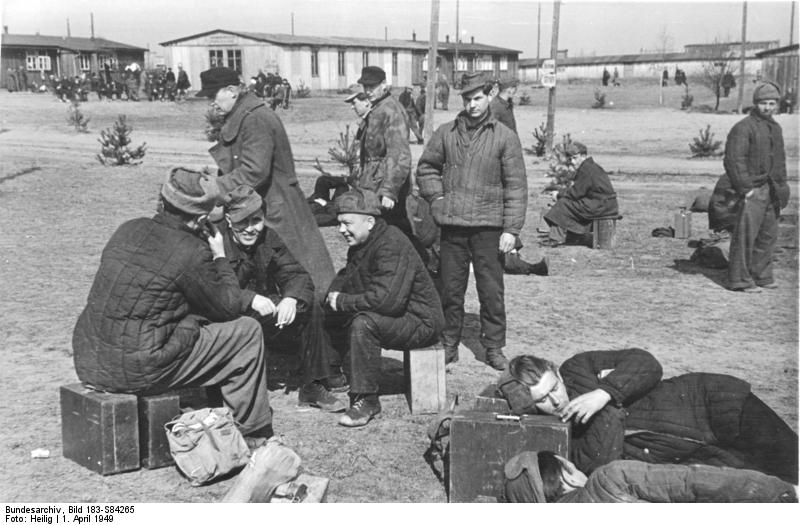
Un grup de prizonieri de război germani recent eliberați care așteaptă să fie trimiși înapoi acasă, 1949

Aproximativ trei milioane de prizonieri de război germani au fost capturați de Uniunea Sovietică în timpul al Doilea Război Mondial, cei mai mulți dintre ei în timpul marilor avansuri ale Armatei Roșii din ultimul an al războiului. Prizonierii de război au fost utilizați pentru muncă forțată în economia sovietică în timpul războiului și în reconstrucția postbelică. Până în 1950, aproape toți prizonierii de război supraviețuitori au fost eliberați, ultimul prizonier revenind din URSS în 1956. Conform documentelor oficiale sovietice, 381.067 de prizonieri de război germani din Wehrmacht au murit în lagărele NKVD (356.700 de cetățeni germani și 24.367 ai altor națiuni). O comisie înființată de guvernul vest-german a constatat că 3.060.000 de militari germani au fost luați prizonieri de către URSS și că 1.094.250 au murit în captivitate (549.360 din 1941 până în aprilie 1945; 542.911 din mai 1945 până în iunie 1950 și 1.979 din iulie 1950 până în 1955). Potrivit istoricului german Rüdiger Overmans, forțele sovietice au luat circa 3.000.000 de prizonieri de război. El a estimat lam 1 milion numărul „maxim” de morți din rândul germanilor aflați în prizonierat în URSS. Pe baza cercetărilor sale, Overmans consideră că moartea a 363.000 de prizonieri de război în captivitate sovietică poate fi confirmată de dosarele Centrului de informare al Wehrmachtului⁠(d) și, în plus, susține că „Pare complet plauzibil, deși nu poate fi dovedit, că 700.000 de militari germani dați dispăruți au murit de fapt în custodie sovietică”.

## Prizonierii de război germani din Uniunea Sovietică
În primele șase luni ale Operațiunii BArbarossa, forțele Armatei Roșii au capturat puțini soldați germani. După Bătălia de la Moscova și retragerea forțelor germane, numărul prizonierilor din lagărele sovietice de prizonieri de război a crescut la 120.000 la începutul anului 1942. Armata a 6-a germană s-a predat în Bătălia de la Stalingrad, 91.000 dintre supraviețuitori au devenit prizonieri de război ridicând numărul total al germanilor capturați la 170.000 la începutul anului 1943, dar 85.000 au murit în lunile care au urmat capturării lor la Stalingrad, doar aproximativ 6.000 dintre ei supraviețuind pentru a fi repatriați după război. Pe măsură ce situația economică grea din Uniunea Sovietică s-a ameliorat în 1943, rata mortalității în lagărele de prizonieri de război a scăzut. În același timp, prizonierii de război au devenit o sursă importantă de muncă forțată pentru economia sovietică lipsită de brațe de muncă. Odată cu formarea „Comitetului Național pentru o Germanie Liberă” și a „Ligii ofițerilor germani”, prizonierii de război care au cooperat cu sovieticii au primit mai multe privilegii și rații mai bune. Ca urmare a Operațiunii Bagrațion și a prăbușirii părții de sud a frontului de răsărit, numărul prizonierilor de război germani aproape s-a dublat în a doua jumătate a anului 1944. În primele luni ale anului 1945, Armata Roșie a avansat până la râul Oder și în Balcani. Până în aprilie 1945, numărul prizonierilor de război ajunsese la 2.000.000 de prizonieri de război.
În total, 2,8 milioane de membri ai Wehrmachtului au fost deținuți ca prizonieri de război de către Uniunea Sovietică la sfârșitul războiului, conform documentelor sovietice. Un număr mare de prizonieri de război germani au fost eliberați până la sfârșitul anului 1946. Odată cu crearea unui stat Republica Democrată Germană|german prosovietic]] în zona de ocupație sovietică a Germaniei în octombrie 1949, toți prizonierii de război, cu excepția a 85.000, au fost eliberați și repatriați. Cei mai mulți dintre cei încă deținuți fuseseră condamnați pentru crime de război și condamnați la perioade lungi de timp în lagăre de muncă forțată, de obicei 25 de ani. Abia în 1956 au fost repatriați ultimii dintre acești Kriegsverurteilte ("condamnați de război"), în urma eforturilor cancelarului vest-german Konrad Adenauer.
Uniunea Sovietică a eliberat prizonierii austrieci într-un ritm mult mai rapid decât pe cei germani, dar ultimii austrieci nu au fost eliberați decât în 1955.
Potrivit lui Richard Overy⁠(d), surse rusești afirmă că 356.000 din cei 2.388.000 de prizonieri de război au murit în timpul prizonieratului din URSS. Cu toate acestea, sursele din perioada sovietică sunt contestate de istoricii din Occident, care estimează că 3,0 milioane de prizonieri de război germani au fost capturați de URSS și până la 1,0 milioane au murit în captivitate sovietică Waitman Wade Beorn afirmă că 35,8 la sută dintre prizonierii de război germani au murit în custodia sovietică, ceea ce este susținut de alte lucrări academice.
Potrivit lui Edward Peterson, SUA au ales să predea câteva sute de mii de prizonieri germani Uniunii Sovietice în mai 1945, ca un „gest de prietenie”. Niall Ferguson susține că „este clar că multe unități germane au căutat să se predea americanilor în detrimentul altor forțe aliate, în special al Armatei Roșii”. Heinz Nawratil susține că forțele americane au refuzat să accepte capitularea trupelor germane din Saxonia și Boemia, predându-le, în schimb, Uniunii Sovietice.
Potrivit unui raport din New York Times, mii de prizonieri au fost transferați autorităților sovietice din lagărele de prizonieri de război din Occident. Se știe că 6.000 de ofițeri germani au fost trimiși din Occident în lagărul de concentrare Sachsenhausen (unul dintre lagărele speciale ale NKVD de la acea vreme) și de acolo în lagărele de prizonieri de război. Documentele Ministerul de Interne sovietic publicate în 1990 enumerau 6.680 de deținuți din  lagărele speciale ale NKVD care au fost transferați în lagărele sovietice de prizonieri de război.

## Estimările germane
Guvernul Germaniei de Vest a înființat o comisie condusă de Erich Maschke⁠(d) pentru a investiga soarta prizonierilor de război germani în timpul războiului. În raportul său din 1974, aceasta a constatat că 3 060 000 de militari germani au fost luați prizonieri de către URSS și că 1.094.250 au murit în captivitate (549.360 din 1941 până în aprilie 1945; 542.911 din mai 1945 până în iunie 1950 și 1.979 din iulie 1950 până în 1955). Pe baza cercetărilor sale, Overmans consideră că moartea a 363.000 de prizonieri de război în captivitate sovietică poate fi confirmată de dosarele Centrului de informare al Wehrmachtului⁠(d) și, în plus, susține că „Pare complet plauzibil, deși nu poate fi dovedit, că 700.000 de militari germani dați dispăruți au murit de fapt în custodie sovietică”
| Anul | Trimestrul | Număul de prizonieri germani |
| ---- | ---------- | ---------------------------- |
| 1941 | IV         | 26.000                       |
| 1942 | I          | 120.000                      |
|      | II         | 120.000                      |
|      | III        | 110.000                      |
|      | IV         | 100.000                      |
| 1943 | I          | 170.000                      |
|      | II         | 160.000                      |
|      | III        | 190.000                      |
|      | IV         | 200.000                      |
| 1944 | I          | 240.000                      |
|      | II         | 370.000                      |
|      | III        | 560.000                      |
|      | IV         | 560.000                      |
| 1945 | I          | 1.100.000                    |
|      | II         | 2.000.000                    |
|      | III        | 1.900.000                    |
|      | IV         | 1.400.000                    |
| 1946 | IV         | 1.100.000                    |
| 1947 | IV         | 840.000                      |
| 1948 | IV         | 500.000                      |
| 1949 | IV         | 85.000                       |
| 1950 | IV         | 29.000                       |

## Statisticile sovietice
Potrivit istoricului rus Grigori Fedotovici Krivoșeev, cifrele NKVD-ului sovietic arată capturarea a 2.733.739 de prizonieri de război germani din "Wehrmacht" (Военнопленные из войск вермахта), dintre care 381.067 au murit în captivitate.
Tabelul de mai jos enumeră statisticile sovietice privind numărul total de prizonieri de război germani raportate de NKVD la 22 aprilie 1956 (cu excepția cetățenilor URSS care serveau în Wehrmacht). Sovieticii considerau etnicii germani din Europa de Est înrolați de Germania ca fiind cetățeni ai țării lor de reședință înainte de război, de exemplu, germanii din sudeți au fost etichetați drept cehi. Aceste cifre nu includ deținuții din Italia, Ungaria, România, Finlanda și Japonia. Statisticile sovietice privind prizonierii de război nu includ civilii recrutați pentru Munca forțată a germanilor în Uniunea Sovietică.
Cu toate acestea, istoricul austriac Stefan Karner susține că documentele epocii indică faptul că sovieticii au luat 2,6 milioane de prizonieri, inclusiv 400.000 de civili
Cifrele pentru prizonierii de război din cadrul „Wehrmachtului” conform NKVD-ului sovietic 
| Naționalitate   | Total prizonieri de război contabilizați | Eliberați și repatriați | Morți în prizonierat |
| --------------- | ---------------------------------------- | ----------------------- | -------------------- |
| Germani         | 2.388.443                                | 2.031.743               | 356.700              |
| Austrieci       | 156.681                                  | 145.790                 | 10.891               |
| Cehi și slovaci | 69.977                                   | 65.954                  | 4.023                |
| Francezi        | 23.136                                   | 21.811                  | 1.325                |
| Iugoslavi       | 21.830                                   | 20.354                  | 1.476                |
| Polonezi        | 60.277                                   | 57.149                  | 3.128                |
| Olandezi        | 4.730                                    | 4.530                   | 200                  |
| Belgieni        | 2.014                                    | 1.833                   | 181                  |
| Luxemburgezi    | 1.653                                    | 1.560                   | 93                   |
| Spanioli        | 452                                      | 382                     | 70                   |
| Danezi          | 456                                      | 421                     | 35                   |
| Norvegieni      | 101                                      | 83                      | 18                   |
| alții           | 3.989                                    | 1.062                   | 2.927                |
| Total           | 2.733.739                                | 2.352.671               | 381.067              |
| %               | 100%                                     | 86,1%                   | 13,9%                |

## Vedeți și:
- Munca forțată a germanilor în Uniunea Sovietică
- Prizonieri de război germani în Statele Unite
- Prizonieri de război germani în nord-vestul Europei
- Atrocitățile comise de germani împotriva prizonierilor de război sovietici